# Tormenta tropical Dolores (2021)
La tormenta tropical Dolores fue una fuerte tormenta tropical que afectó a varios estados del suroeste de México en junio de 2021. Dolores, la cuarta tormenta nombrada de la temporada de huracanes en el Pacífico de 2021, se desarrolló a partir de un área de baja presión que se formó frente a la costa del estado de Oaxaca el 16 de junio. El área desarrolló constantemente una convección profunda y una circulación superficial cerrada, convirtiéndose en la depresión tropical Cuatro-E alrededor de las 09:00 UTC del 18 de junio. La depresión se fortaleció rápidamente hasta convertirse en la tormenta tropical Dolores seis horas después. A medida que se acercaba gradualmente a la costa, Dolores se intensificó constantemente a pesar de su proximidad a tierra. Alcanzó su máxima intensidad a las 15:00 UTC del 19 de junio con vientos máximos sostenidos de 70 mph (115 km/h) y una presión barométrica mínima de 989 milibares (29,2 inHg), justo por debajo de la fuerza de un huracán. Poco después, Dolores tocó tierra justo al noroeste de Punta San Telmo, México, cerca de la frontera entre el estado de Colima y Michoacán. La tormenta se debilitó rápidamente a medida que avanzaba tierra adentro y se disipó temprano el 20 de junio sobre Zacatecas. Sin embargo, la circulación de nivel medio de la tormenta continuó hacia el norte, antes de disiparse más tarde ese día.
La perturbación precursora de Dolores y la tormenta tropical Claudette del Atlántico provocaron días de fuertes lluvias en el sureste de México y América Central. Se emitieron alertas y advertencias de tormenta tropical y una alerta de huracán a lo largo de la costa suroeste de México poco después de que Dolores se convirtiera en tormenta tropical, desde Nayarit hasta Michoacán. Al menos tres personas murieron en México, dos de las muertes ocurrieron dentro de Guerrero y otra en Jalisco.

## Historia meteorológica
El 15 de junio de 2021, el Centro Nacional de Huracanes (NHC) de los Estados Unidos notó el desarrollo potencial de un área de baja presión frente a la costa suroeste de México. Al día siguiente, se desarrolló una amplia área de baja presión como se predijo y comenzó a producir una amplia área de lluvias y tormentas eléctricas desorganizadas. La perturbación se organizó poco hasta la madrugada del 18 de junio, cuando la convección que rodeaba el centro de la tormenta se volvió más organizada. Simultáneamente, se desarrolló la circulación superficial cerrada, lo que indica el desarrollo de una depresión tropical a las 09:00 UTC de ese día. La expansión de la convección profunda sobre el centro de la depresión, así como el aumento de las clasificaciones de Dvorak, dieron como resultado su actualización a tormenta tropical a las 15:00 UTC, donde recibió el nombre de Dolores.
Una tormenta tropical amplia y en expansión, Dolores se intensificó gradualmente debido a las condiciones favorables para el resto del día. El ciclón también experimentó un movimiento general hacia el norte-noroeste mientras rodeaba el costado de la cresta de nivel medio. La convección profunda comenzó a desarrollarse en bandas más grandes y organizadas sobre la circulación de Dolores alrededor de las 09:00 UTC del 19 de junio y aumentó en cobertura cerca de su centro. La tormenta continuó organizándose a medida que se acercaba a la costa del suroeste de México, con un ojo definido y una pared del ojo casi cerrada. Alcanzó la intensidad máxima poco antes de las 15:00 UTC de ese día, con vientos sostenidos de 1 minuto de 70 mph (115 km/h) y una presión barométrica mínima de 990 milibares (29 inHg). Dolores tocó tierra justo después de alcanzar su máxima intensidad cerca de la frontera de los estados mexicanos de Colima y Michoacán, ligeramente al noroeste de la localidad de Punta San Telmo en este último estado. Dolores se debilitó rápidamente sobre el oeste de México, debido al terreno montañoso de la zona. El ciclón fue degradado a depresión tropical a las 03:00 UTC del 20 de junio. Poco después, la circulación superficial de Dolores se disipó sobre el suroeste de Zacatecas. Sin embargo, su circulación de nivel medio y su actividad de lluvia y humedad asociada continuaron hacia el norte sobre México antes de disiparse más tarde ese día.

## Preparaciones e impacto
La ciudad turística de Puerto Vallarta abrió 20 refugios antes de Dolores debido a las fuertes lluvias esperadas de hasta 15 pulgadas (380 mm) y marejadas ciclónicas. Se abrieron 198 refugios en 35 municipios de Jalisco antes de que Dolores atravesara el área como una tormenta tropical grande pero que se debilita. Lluvias torrenciales e inundaciones repentinas azotaron partes del sur del estado durante el paso de Dolores hacia el sur y el este. El secretario de la Defensa Nacional de México, Luis Cresencio Sandoval, activó el Plan DN-III-E tras la recalada de Dolores, que permitió el envío de 2.302 unidades militares para ayudar en las labores de socorro en Colima, Guerrero y Michoacán. Adicionalmente, se abrieron 190 albergues, 10 albergues y 8 comedores comunitarios en estos estados.
Las pérdidas aseguradas en todo México se estimaron en US$50 millones.

### Guerrero y Oaxaca
El precursor de Dolores, en sincronía con el precursor de la tormenta tropical Claudette sobre la Bahía de Campeche, provocó días de fuertes lluvias en el sur de México y América Central. Se informó a los residentes de varios estados del suroeste de México sobre vientos con fuerza de tormenta tropical, cortes de energía, deslizamientos de tierra, desbordamiento de ríos y lluvias puntuales generalizadas a medida que se acercaba Dolores. Lluvias torrenciales azotaron las costas de Oaxaca, Guerrero y Michoacán a medida que el ciclón se acercaba a la costa. 35 viviendas en Guerrero resultaron dañadas por derrumbes provocados por el disturbio precursor de Dolores. Sin embargo, las lluvias de la perturbación también alivió la sequía generalizada que estaba afectando a Guerrero y ayudó al sector agrícola.
En la vecina Oaxaca, al menos diez comunidades zapotecas se vieron afectadas por el desbordamiento de arroyos y ríos y daños a la agricultura y la infraestructura debido a los precursores de Dolores y Claudette. Los peores daños en el estado se produjeron en las regiones de la Sierra Sur y la Costa, donde los deslizamientos de tierra dejaron las carreteras intransitables. Dos personas fallecieron en San Nicolás tras ser alcanzadas por un rayo.

### Michoacán y Colima

La tormenta tropical Dolores azotó México el 19 de junio de 2021

Al tocar tierra cerca de la frontera de los estados de Michoacán y Colima, la Unidad de Protección Civil del Estado de Colima notó que solo hubo daños menores a la infraestructura en las áreas costeras. Sin embargo, se informaron al menos 232 árboles caídos en todo el estado, mientras que alrededor de 400 mm (15,75 pulgadas) de lluvia cayeron cerca de Tecomán, las inundaciones resultantes dañaron los cultivos de banano y amenazaron la agricultura. Más de 150 personas sobrevivieron la tormenta en un centro de evacuación en una escuela en Cerra de Ortega, Tecomán. Al menos dos casas resultaron gravemente dañadas por las inundaciones. El 60% de los cultivos de banano en Colima fueron arrasados por las inundaciones producidas por la tormenta tropical, lo que provocó que el precio del banano subiera en el estado. En el vecino Michoacán, al menos 20 municipios se vieron afectados por Dolores luego de que lluvias constantes durante 30 horas provocaron inundaciones y vientos que arrancaron árboles. Fuertes lluvias provocaron inundaciones y derrumbes bloquearon vías en Lázaro Cárdenas, Uruapan, Aquila, Chinicuila. Apatzingán, Morelia y Arteaga. Un arroyo se desbordó y provocó inundaciones en Villa Victoria, Chinicuila. La carretera a Zihuatanejo fue cerrada debido a las inundaciones. La carretera a Zihuatanejo fue cerrada debido a las inundaciones.

### En otra parte
En Jalisco, al menos 80 casas o 300 personas que viven en El Rebalse quedaron aisladas por las inundaciones tras el desbordamiento del río Marabasco. La Comisión Federal de Electricidad (CFE) informó que 54,399 clientes se quedaron sin electricidad en Jalisco, Nayarit y Sinaloa debido a Dolores. Un hombre murió en una cancha de fútbol en Ciudad Guzmán en Jalisco, tras ser alcanzado por un rayo. Las bandas exteriores de Dolores también provocaron inundaciones menores en Sinaloa.